# صاروخ حقل الرهن العقاري
صاروخ حقل الرهن العقاري (بالإنجليزية: Rocket Mortgage FieldHouse)‏ هي ساحة متعددة الأغراض في كليفلاند بولاية أوهايو، الولايات المتحدة.